# Higinio Benitez
Higinio Benitez (Manilla, 11 januari 1851 - 8 mei 1928) was een Filipijns rechter en lid van het Malolos Congres.

## Biografie
Higinio Benitez werd geboren op 11 januari 1851 in de Filipijnse hoofdstad Manilla. Benitez was een mestizo. Zijn ouders waren Antonia Ortega en Francisco
Benitez, een instrumenten- en orgelmaker. Higinio studeerde aan het Colegio de San Juan de Letran en behaalde in 1881 zijn bachelor-diploma rechten aan de University of Santo Tomas. Nadien werkte hij als advocaat en was hij registrador mercantile van Laguna.
Tijdens de Filipijnse revolutie was Benitez afgevaardigde van Laguna op het Malolos Congres en fungeerde hij als notaris bij het opstellen van de Filipijnse Grondwet. Nadat het Spaanse koloniale bewind ten einde was gekomen keerde hij terug naar Manilla, waar hij op 7 januari 1899 werd benoemd tot secretaris van het hooggerechtshof. In juni van dat jaar volgde een benoeming tot rechter van het Land Registration Court. In juli 1901 werd hij fiscal (openbaar aanklager) van Laguna. In 1907 volgde een benoeming tot fiscal van Rizal. Van 1911 tot 1914 was Benitez rechter van het Court of First Instance, waarna hij werd benoemd tot rechter van het 17e rechtspraakdictrict. Deze functie bekleedde hij tot hij op 1 oktober 1916 met pensioen ging.
Benitez overleed in 1928 op 77-jarige leeftijd. Hij trouwde tweemaal. Met zijn eerste vrouw Salome Francia kreeg hij zes kinderen: Ceferino, Teofilo, Francisco, Conrado, Eulogio en Antonia. Met zijn tweede vrouw Nicasia Cosme kreeg hij vijf kinderen: Jose, Luis, Amanda, Higinio II en Manuel. Zijn kleindochter Helena Benitez, een dochter van Conrado, werd in 1968 gekozen tot senator.

## Bron
- Carlos Quirino, Who's who in Philippine history, Tahanan Books, Manilla (1995)
- National Historical Institute, Filipinos in History, vol 1-3, Manilla, NHI (1992)